# El sueño (Rousseau)
El sueño (en francés: La Rêve) es una gran pintura al óleo obra de Henri Rousseau. Rousseau la pintó en 1910, y es una de las más de 25 pinturas con un tema de selva. Fue el último trabajo que logró completar, se exhibió por primera vez en la Salon des Indépendants entre el 18 marzo al 1 de mayo de 1910, pocos meses antes de su muerte el 2 de septiembre de 1910. Las primeras obras de Rousseau no habían sido bien recibidas, pero el poeta y crítico Guillaume Apollinaire comentó sobre el debut de "El sueño": "La imagen irradia belleza, ello es indiscutible. Creo que nadie se reirá este año."
El sueño es la más grande de las pinturas de la selva, mide 204,5 x 298,5 cm. Presenta un retrato casi surrealista de Yadwigha (Jadwiga), la joven amante polaca de Rousseau, desnuda sobre un sofá a la izquierda del cuadro, mirando por encima de un paisaje de follaje selvático exuberante, incluyendo flores de loto, y animales, incluidos aves, monos, un elefante, un león y una leona y una serpiente. Las formas estilizadas de las plantas de la selva se basan en observaciones de Rousseau en el Museo de Historia Natural de París y su Jardin des Plantes. El brazo izquierdo del desnudo señala a los leones y un negro encantador de serpientes que se enfrenta el espectador tocando su flauta, apenas visible en la oscuridad de la selva bajo la tenue luz de la luna llena. Una serpiente de vientre rosado se desliza a través de la maleza, su forma sinuosa refleja las curvas de la cadera de la mujer y su pierna.
Ante la sospecha de que algunos espectadores no entendían la pintura, Rousseau escribió un poema para acompañarla titulado, Inscription pour la Rêve:
| Yadwigha dans un beau rêve S'étant endormie doucement Entendait les sons d'une musette Dont jouait un charmeur bien pensant. Pendant que la lune reflète Sur les fleuves [ou fleurs], les arbres verdoyants, Les fauves serpientes pretent l'oreille Aux transmite gais de l'instrument. | Yadwigha en un hermoso sueño Se ha dormido suavemente Oye el sonido de un piccolo oboe Interpretado por un bien intencionado encantador [de serpientes]. Mientras la luna se reflejaba En los ríos [o las flores], los árboles verdes, Las serpientes salvajes escuchan Las alegres melodías del instrumento. |

Una posible interpretación de la pintura, ofrecida por Rousseau en una carta al crítico de arte André Dupont, es que representa a una mujer reclinada en un sofá en París, soñando que está escuchando a un flautista en la selva.
El tema de un desnudo recostado proviene de la tradición clásica occidental, que se observa en obras que van desde la Venus de Urbino de Tiziano de 1538, a la Olympia de Manet de 1863. Rousseau pudo haber tomado algo de inspiración de la novela de Émile Zola Le Rêve, que trata sobre el amor entre un pintor y una bordadora. Mientras Rousseau estaba pintando El Sueño, mantenía una relación sentimental con Leonie una muchacha que atendía una tienda.
El marchante de arte francés Ambroise Vollard compró la pintura de Rousseau, en febrero de 1910. Fue vendida a través de las galerías Knoedler de Nueva York al fabricante de ropa y coleccionista de arte Sidney Janis en enero de 1934. Janis vendió el cuadro a Nelson A. Rockefeller en 1954, quien la donó a la Museo de Arte Moderno de Nueva York para celebrar el 25 aniversario del Museo. Se encuentra expuesta en el MoMA.